# 寇本瑊
寇本瑊，字朴庵，寇嘉相弟，贵州贵阳人，清朝政治人物、進士出身。
同治十年（1871年）辛未科進士，二甲四十六名，改翰林院庶吉士，散館授翰林院編修。